# سارة عبد العظيم
سارة عبد العظيم حسنين عثمان سياسية سودانية، كُلفت وزيرة للصحة منذ 9 يوليو 2020، لتصبح أول امرأة سودانية تتولى هذا المنصب. كما شغلت منصب وكيل وزارة الصحة منذ 10 أكتوبر 2019.